# Gargara kawakamii
Gargara kawakamii är en insektsart som beskrevs av Matsumura. Gargara kawakamii ingår i släktet Gargara och familjen hornstritar. Inga underarter finns listade i Catalogue of Life.